# Christian Fues

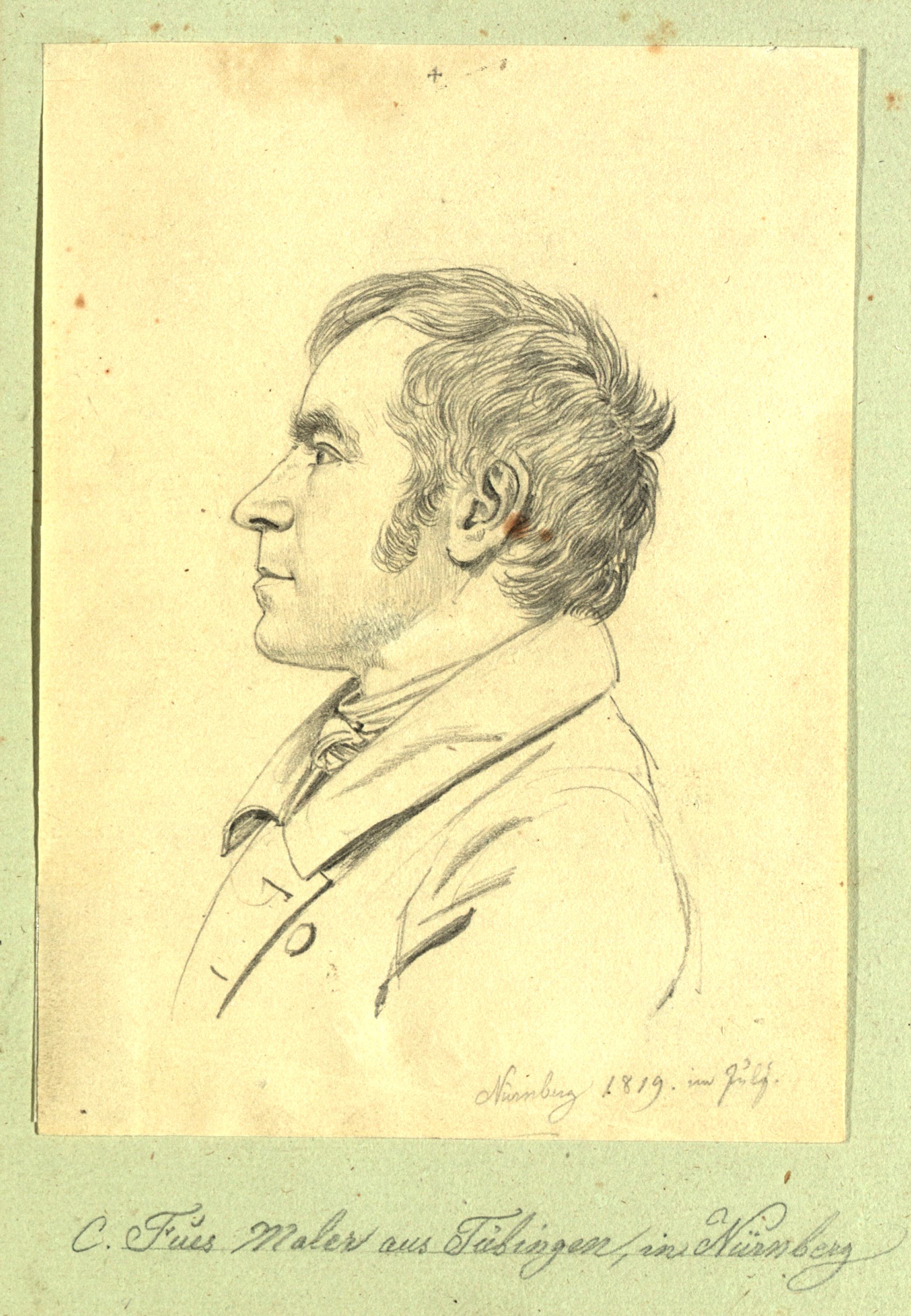
Christian Fues im Juli 1819 in Nürnberg;
Zeichnung von Johann Adam Klein, Wien Museum

Christian Fues, vollständiger Name Christian Friedrich Fues (geboren 1772 in Tübingen; gestorben 19. September 1836 in Nürnberg) war ein deutscher Maler, Radierer, Lithograf und Hochschullehrer. Seine Werke signierte er mit seinen Initialen oder seinem Monogramm C. F.

## Leben

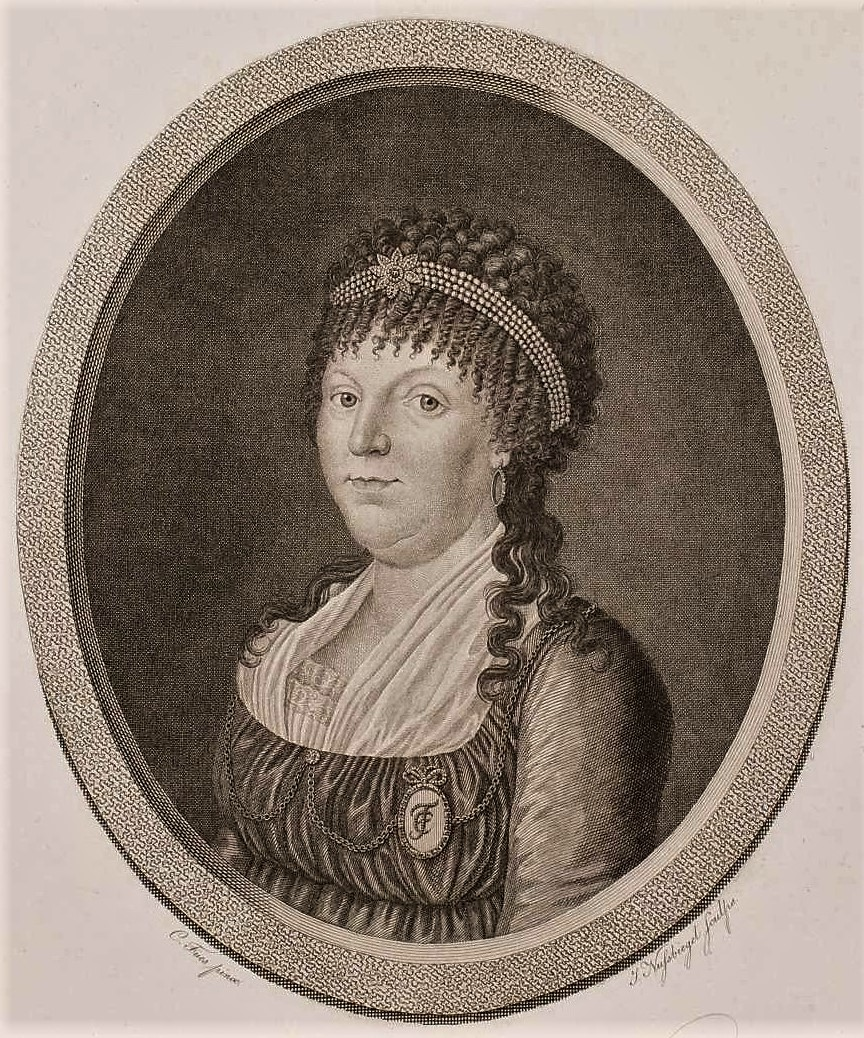
Bildnis der Anna Jacobina Forster, geb. Schönleben;
Kupferstich oder Radierung von Johann Nussbiegel nach Fues, wohl 1802; Herzog August Bibliothek

Der gebürtige Tübinger besuchte die Karlsschule in Stuttgart, an der er die Malerei als Schüler von Philipp Friedrich von Hetsch und Adolf Friedrich Harper lernte. Nach seinem Studium arbeitete er längere Zeit in der Stobwasser'schen Lackierfabrik in Braunschweig.
Aus dieser Periode hat sich ein um 1820 geschaffenenes, am Rand mit C. Fues signiertes ovales Lack-Tablett erhalten, das eine bäuerliche Tanzszene aus der Braunschweiger Gegend im Freien zeigt.
Später folgte er einem Ruf als Professor an die Nürnberger Kunstschule.
Fues war befreundet mit dem Maler „Joh. Dan. v. Mayr“, nach dessen Tod er dessen Witwe heiratete.

## Werk
Fues war vor allem auf dem Gebiet der Porträtmalerei tätig, schuf aber auch Genrebilder, Landschaften und Tierbilder in Öl, als Miniaturen oder als Pastellmalerei. Ferner zeichnete er Illustrationen für Taschenbücher und hinterließ 13 Original-Radierungen sowie 4 Lithografien.
Zudem schuf er
- 1826 neun Bildnisse verdienter Nürnberger Bürger im Großen Saal des Nürnberger Rathauses;[2]
- die beiden Altarflügel für die „Egloffstein'sche Kapelle“ der Nürnberger Jakobskirche mit Kaiser Heinrich und Kaiserin Kunigunde.[2]

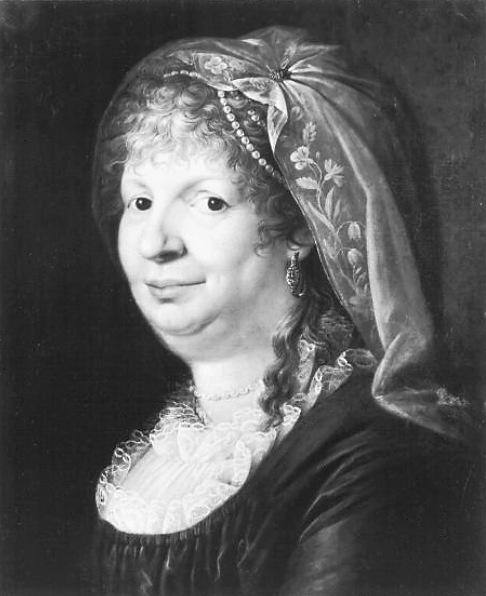
Porträt der Katharina Susanna Schückher geb. Merkel, 1797; Germanisches Nationalmuseum
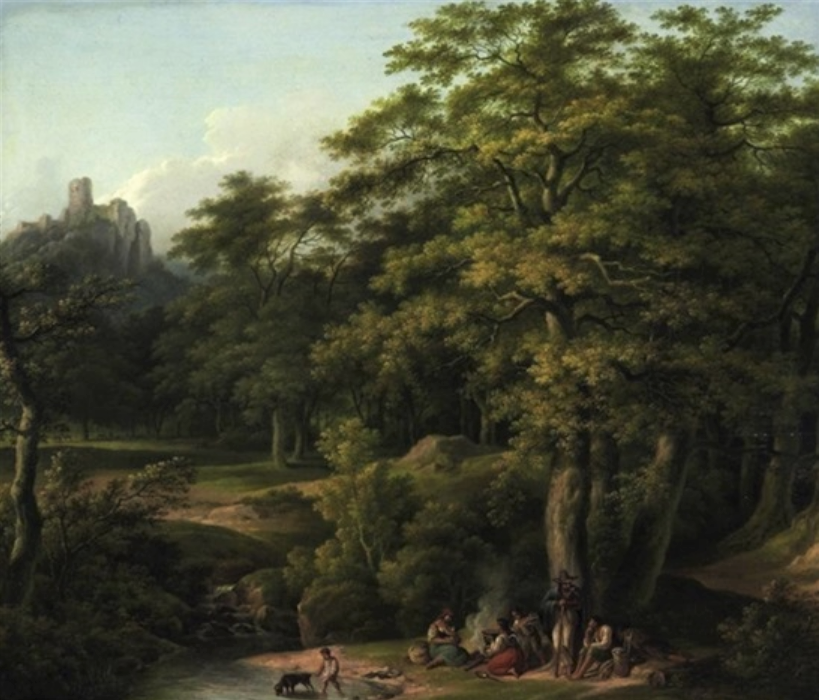
„Rastendes Landvolk in Waldlandschaft“, Öl auf Holz, 1820er Jahre
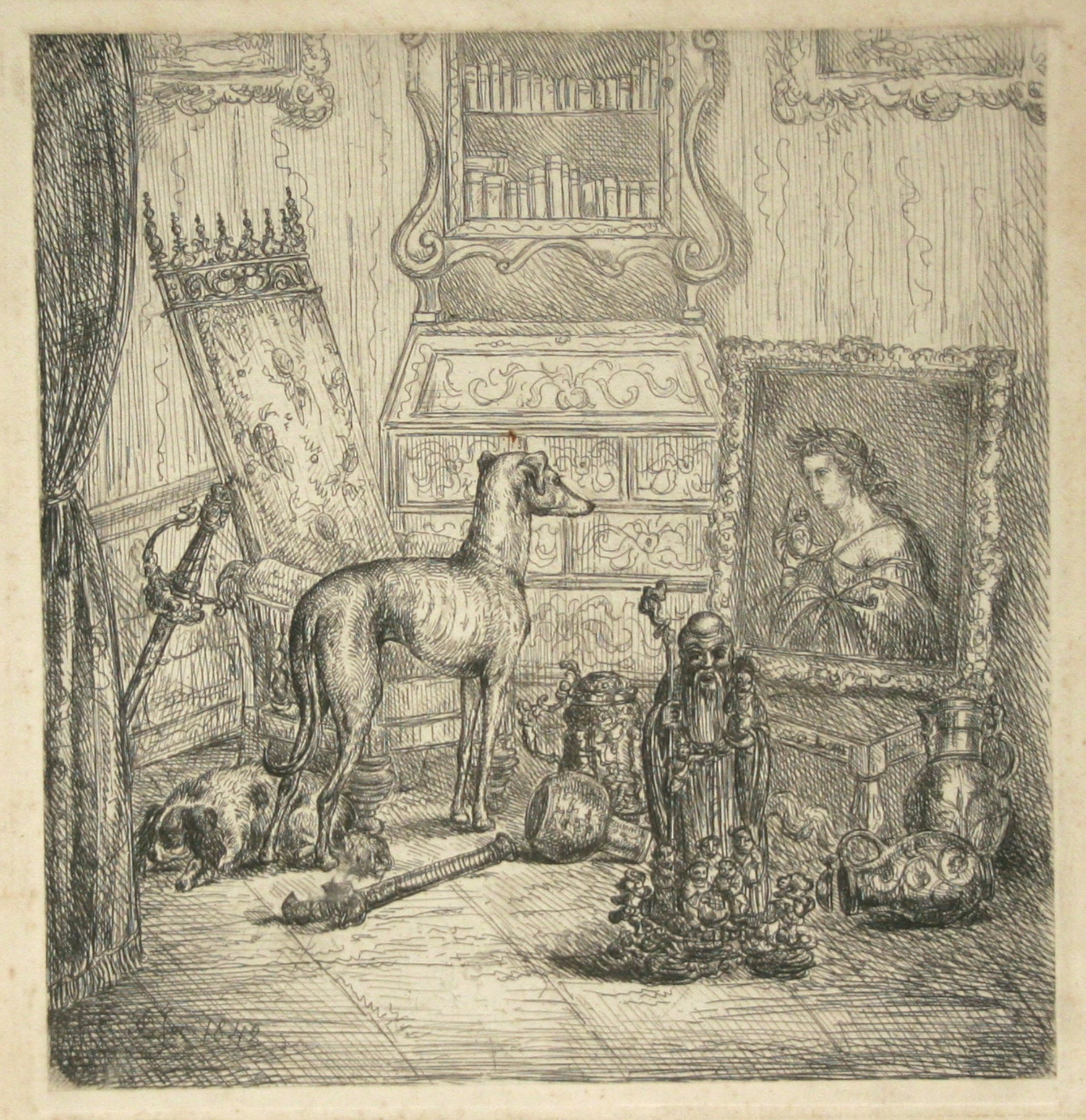
Radierung „Interior com objetos“, 1848; Museu Nacional de Belas Artes, Brasilien